# هارون شابمان
هارون شابمان (بالإنجليزية: Aaron Chapman) (29 مايو 1990 ببرمنغهام في المملكة المتحدة - ) هو لاعب كرة قدم بريطاني في مركز حراسة المرمى. لعب مع نادي أكرينغتون ستانلي ونادي بريستول روفيرز ونادي تشيسترفيلد وBelper Town F.C. ‏ وChester F.C. ‏.

## وصلات خارجية
- هارون شابمان على موقع قاعدة بيانات كرة القدم.إي يو (الإنجليزية)
- هارون شابمان على موقع Soccerbase.com (لاعب) (الإنجليزية)